# Lijst van personen overleden in 1949
Dit is een lijst van personen die zijn overleden in 1949.

## Januari

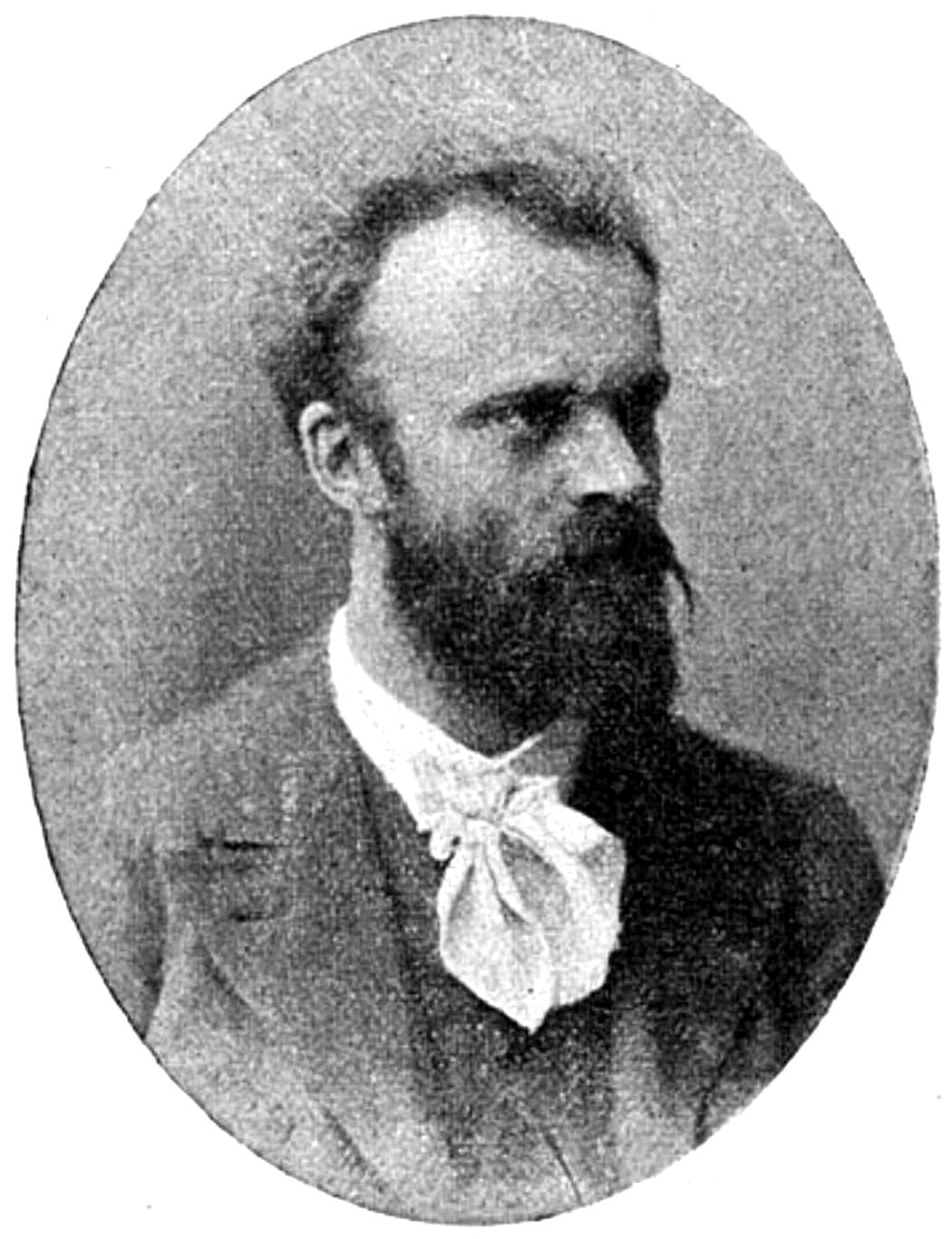
Joseph Cuypers
20 januari

| 1 | 2 | 3 | 4 | 5 | 6 | 7 | 8 | 9 | 10 | 11 | 12 | 13 | 14 | 15 | 16 | 17 | 18 | 19 | 20 | 21 | 22 | 23 | 24 | 25 | 26 | 27 | 28 | 29 | 30 | 31 |
| - | - | - | - | - | - | - | - | - | -- | -- | -- | -- | -- | -- | -- | -- | -- | -- | -- | -- | -- | -- | -- | -- | -- | -- | -- | -- | -- | -- |

### 8 januari
- Elizabeth Lupka (46), Duits oorlogsmisdadiger

### 20 januari
- Joseph Cuypers (87), Nederlands architect

### 26 januari
- Léonie La Fontaine (91), Belgisch feministe en pacifiste

### 28 januari
- Jean-Pierre Wimille (40), Frans autocoureur

## Februari
| 1 | 2 | 3 | 4 | 5 | 6 | 7 | 8 | 9 | 10 | 11 | 12 | 13 | 14 | 15 | 16 | 17 | 18 | 19 | 20 | 21 | 22 | 23 | 24 | 25 | 26 | 27 | 28 |
| - | - | - | - | - | - | - | - | - | -- | -- | -- | -- | -- | -- | -- | -- | -- | -- | -- | -- | -- | -- | -- | -- | -- | -- | -- |

### 17 februari
- Ellery Clark (74), Amerikaans atleet

### 18 februari
- Niceto Alcala Zamora (72), Spaans politicus

## Maart

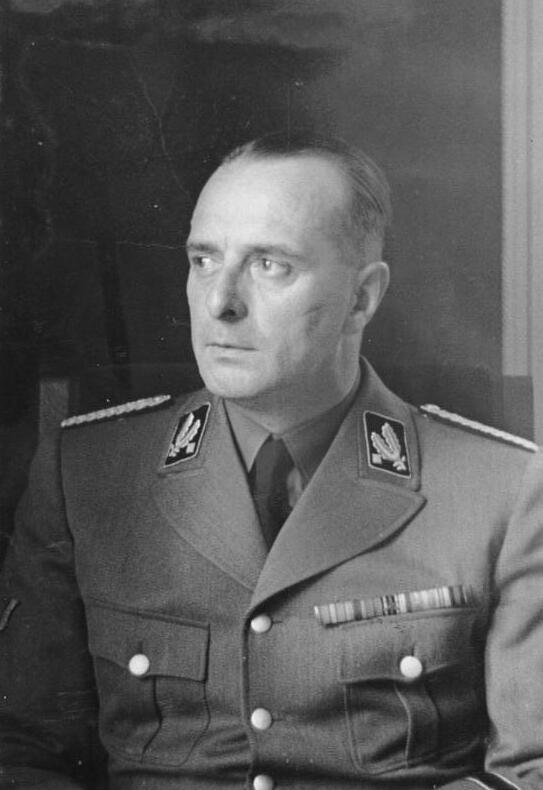
Hanns Albin Rauter
25 maart

| 1 | 2 | 3 | 4 | 5 | 6 | 7 | 8 | 9 | 10 | 11 | 12 | 13 | 14 | 15 | 16 | 17 | 18 | 19 | 20 | 21 | 22 | 23 | 24 | 25 | 26 | 27 | 28 | 29 | 30 | 31 |
| - | - | - | - | - | - | - | - | - | -- | -- | -- | -- | -- | -- | -- | -- | -- | -- | -- | -- | -- | -- | -- | -- | -- | -- | -- | -- | -- | -- |

### 9 maart
- Charles Bennett (78), Brits atleet

### 10 maart
- James Rector (64), Amerikaans atleet

### 19 maart
- James Somerville (66), Brits militair

### 25 maart
- Hanns Albin Rauter (54), Duits oorlogsmisdadiger

### 30 maart
- Friedrich Bergius (64), Duits scheikundige

## April

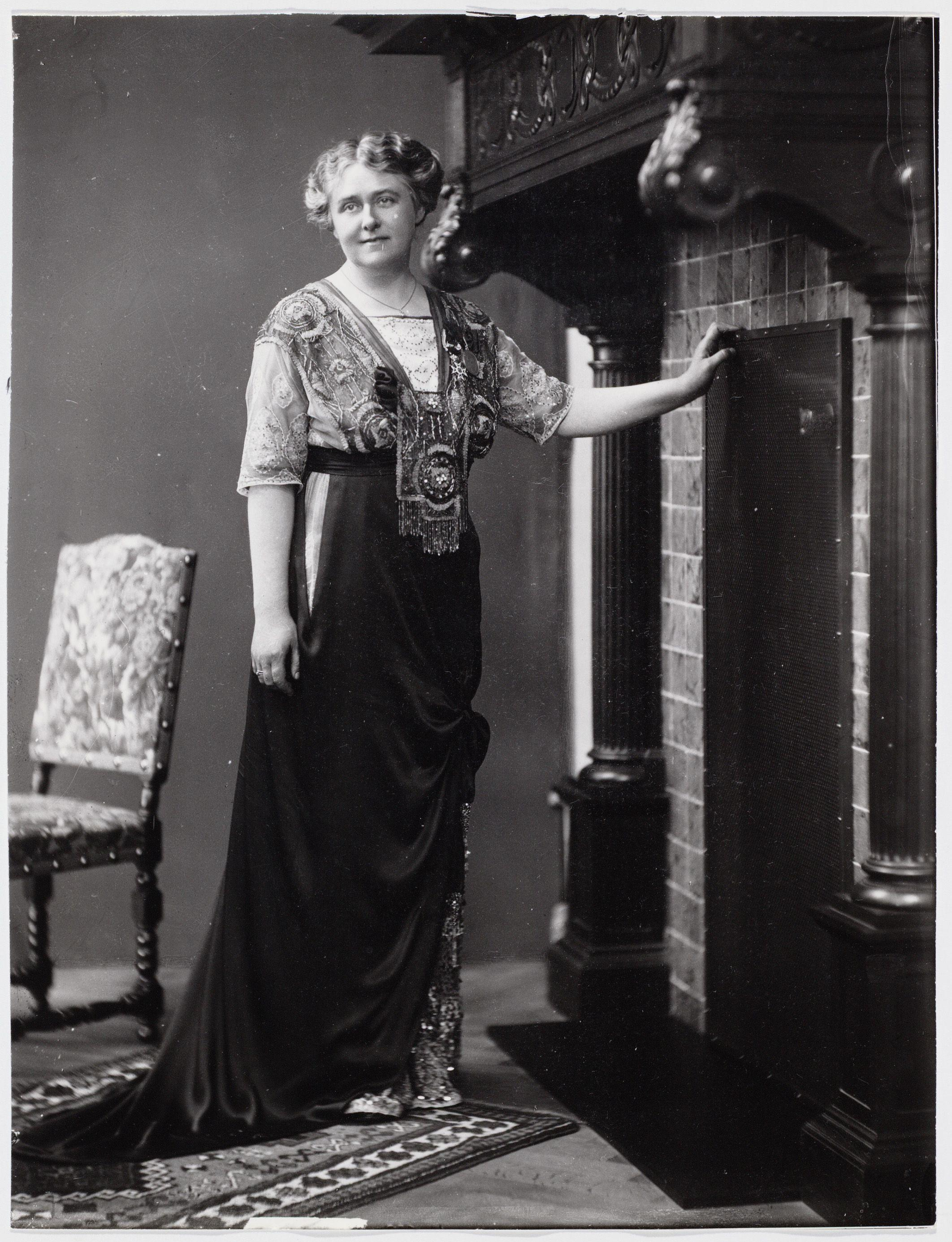
Aaltje Noordewier-Reddingius
6 april

| 1 | 2 | 3 | 4 | 5 | 6 | 7 | 8 | 9 | 10 | 11 | 12 | 13 | 14 | 15 | 16 | 17 | 18 | 19 | 20 | 21 | 22 | 23 | 24 | 25 | 26 | 27 | 28 | 29 | 30 |
| - | - | - | - | - | - | - | - | - | -- | -- | -- | -- | -- | -- | -- | -- | -- | -- | -- | -- | -- | -- | -- | -- | -- | -- | -- | -- | -- |

### 6 april
- Aaltje Noordewier-Reddingius (80), Nederlands zangeres

### 28 april
- Aurora Quezon (61), Filipijns presidentsvrouw

### 30 april
- Alexander Fiévez (46), Nederlands militair en politicus

## Mei

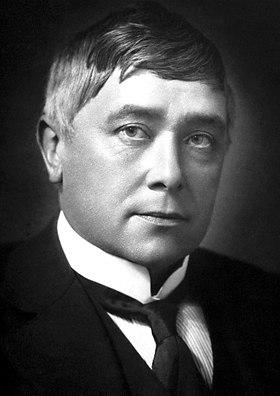
Maurice Maeterlinck
6 mei

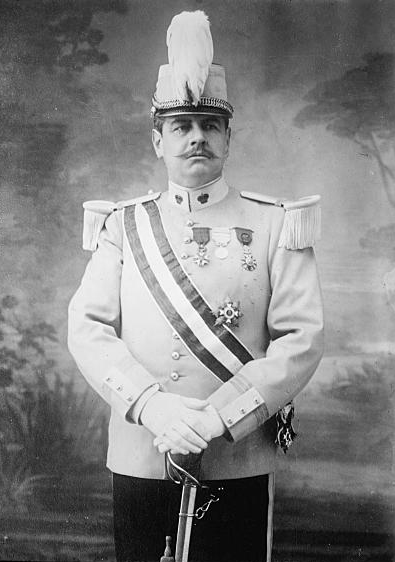
Lodewijk II van Monaco
9 mei

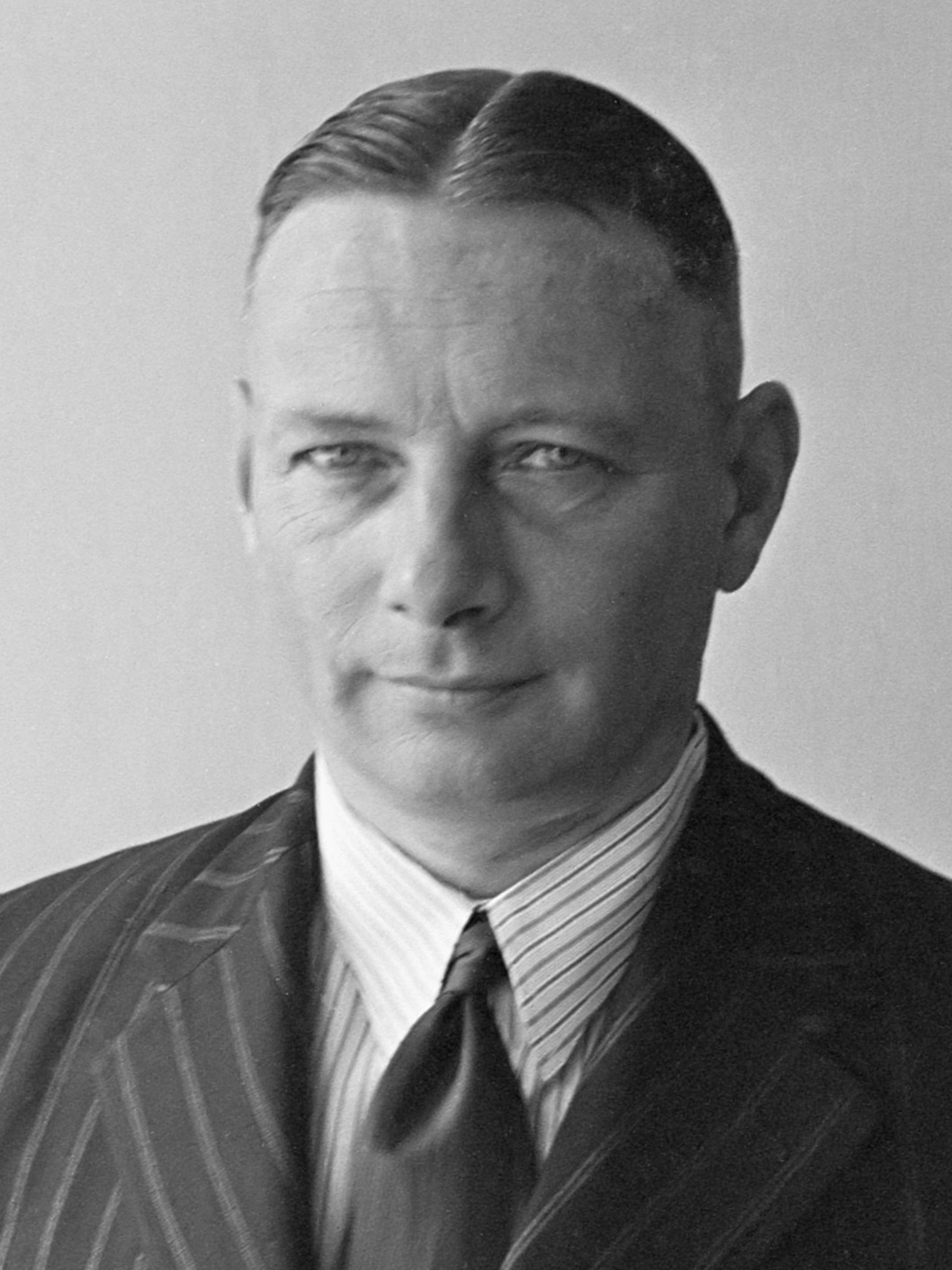
Simon Spoor
25 mei

| 1 | 2 | 3 | 4 | 5 | 6 | 7 | 8 | 9 | 10 | 11 | 12 | 13 | 14 | 15 | 16 | 17 | 18 | 19 | 20 | 21 | 22 | 23 | 24 | 25 | 26 | 27 | 28 | 29 | 30 | 31 |
| - | - | - | - | - | - | - | - | - | -- | -- | -- | -- | -- | -- | -- | -- | -- | -- | -- | -- | -- | -- | -- | -- | -- | -- | -- | -- | -- | -- |

### 2 mei
- Hendrik Chabot (54), Nederlands kunstenaar

### 6 mei
- Maurice Maeterlinck (86), Belgisch schrijver

### 9 mei
- Carlo Felice Trossi (41), Italiaans autocoureur
- Lodewijk II van Monaco (78), vorst van Monaco

### 22 mei
- Hans Pfitzner (80), Duits componist en dirigent

### 25 mei
- Simon Spoor (47), Nederlands militair

### 27 mei
- Martin Knudsen (78), Deens natuurkundige

## Juni
| 1 | 2 | 3 | 4 | 5 | 6 | 7 | 8 | 9 | 10 | 11 | 12 | 13 | 14 | 15 | 16 | 17 | 18 | 19 | 20 | 21 | 22 | 23 | 24 | 25 | 26 | 27 | 28 | 29 | 30 |
| - | - | - | - | - | - | - | - | - | -- | -- | -- | -- | -- | -- | -- | -- | -- | -- | -- | -- | -- | -- | -- | -- | -- | -- | -- | -- | -- |

### 10 juni
- Sigrid Undset (67), Noors schrijfster

### 13 juni
- Ben Drinkwater (39), Brits motorcoureur

### 21 juni
- Fritz Höger (72), Duits architect

### 29 juni
- Abraham Kaper (59), Nederlands oorlogsmisdadiger
- Peter Schaap (47), Nederlands oorlogsmisdadiger

## Juli

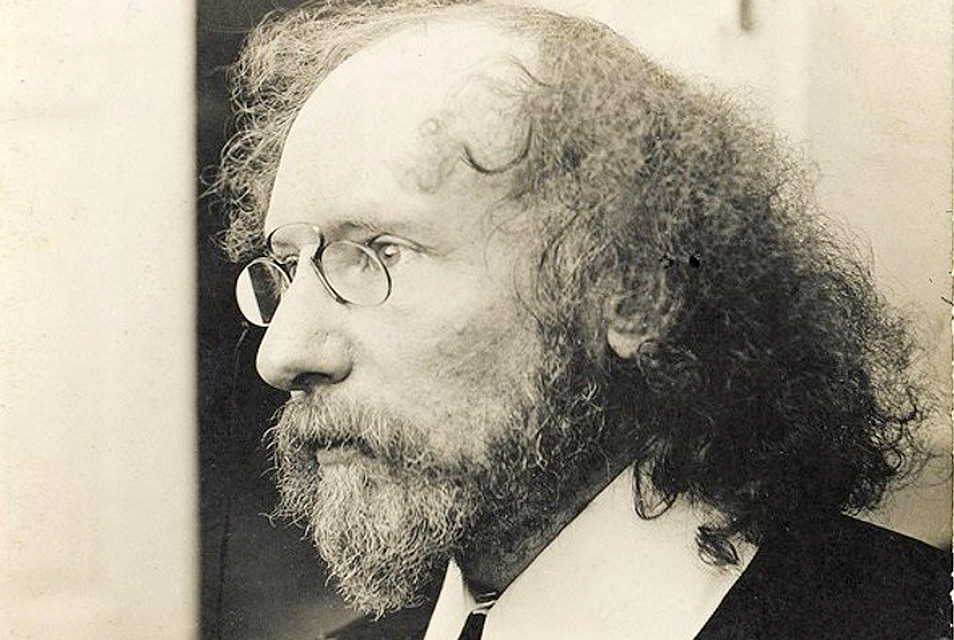
Vjatsjeslav Ivanov
16 juli

| 1 | 2 | 3 | 4 | 5 | 6 | 7 | 8 | 9 | 10 | 11 | 12 | 13 | 14 | 15 | 16 | 17 | 18 | 19 | 20 | 21 | 22 | 23 | 24 | 25 | 26 | 27 | 28 | 29 | 30 | 31 |
| - | - | - | - | - | - | - | - | - | -- | -- | -- | -- | -- | -- | -- | -- | -- | -- | -- | -- | -- | -- | -- | -- | -- | -- | -- | -- | -- | -- |

### 2 juli
- Georgi Dimitrov (66), Bulgaars politicus

### 4 juli
- François Brandt (74), Nederlands roeier

### 15 juli
- Claas Bakker (72), Nederlands politiefunctionaris

### 16 juli
- Vjatsjeslav Ivanov (83), Russisch schrijver

### 28 juli
- Evert Drost (43), Nederlands oorlogsmisdadiger

## Augustus

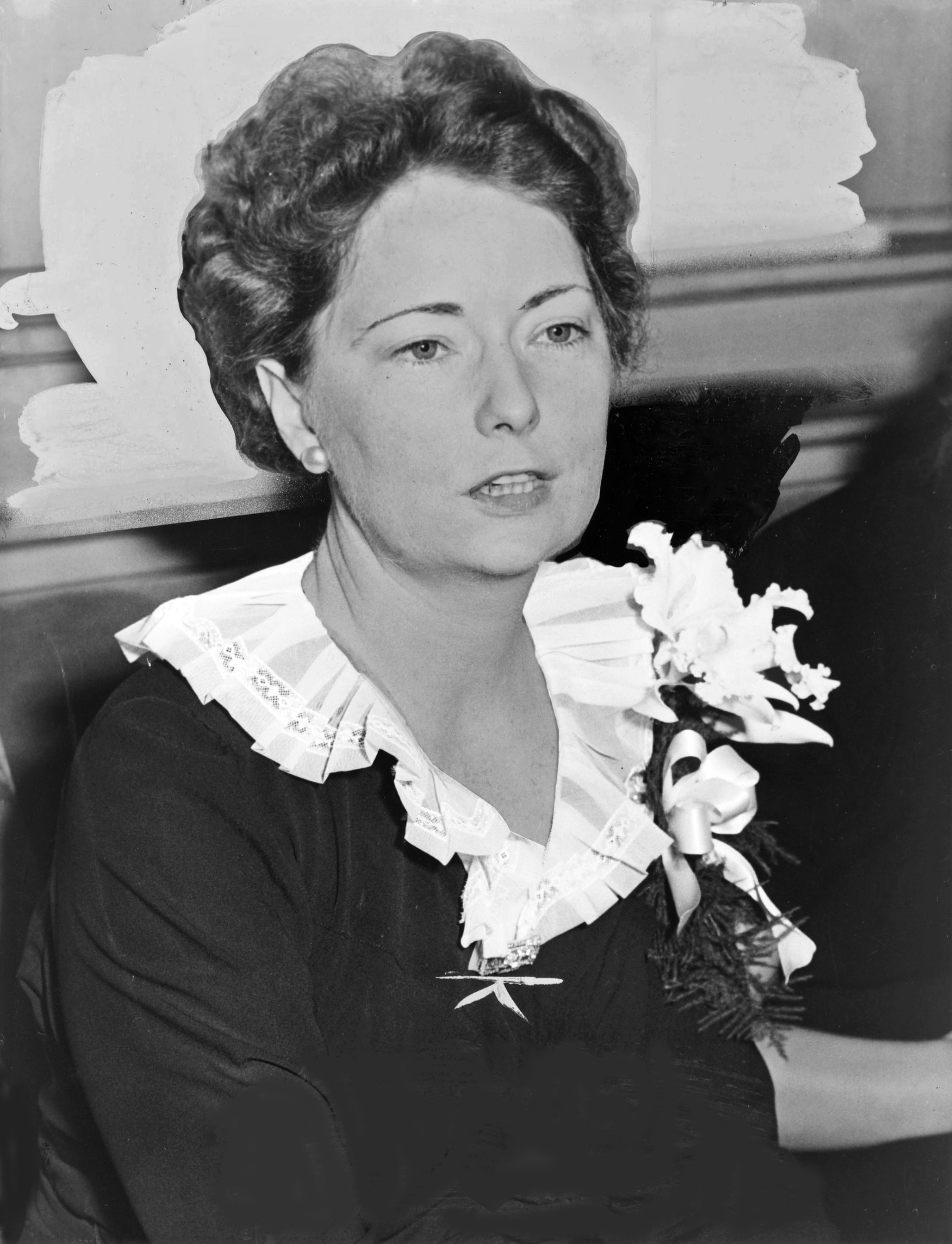
Margaret Mitchell
16 augustus

| 1 | 2 | 3 | 4 | 5 | 6 | 7 | 8 | 9 | 10 | 11 | 12 | 13 | 14 | 15 | 16 | 17 | 18 | 19 | 20 | 21 | 22 | 23 | 24 | 25 | 26 | 27 | 28 | 29 | 30 | 31 |
| - | - | - | - | - | - | - | - | - | -- | -- | -- | -- | -- | -- | -- | -- | -- | -- | -- | -- | -- | -- | -- | -- | -- | -- | -- | -- | -- | -- |

### 4 augustus
- Cardeal (36), Braziliaans voetballer

### 9 augustus
- Edward Thorndike (74), Amerikaans psycholoog

### 16 augustus
- Margaret Mitchell (48), Amerikaans schrijfster

### 19 augustus
- Cecil Boden Kloss (72), Brits zoöloog

## September

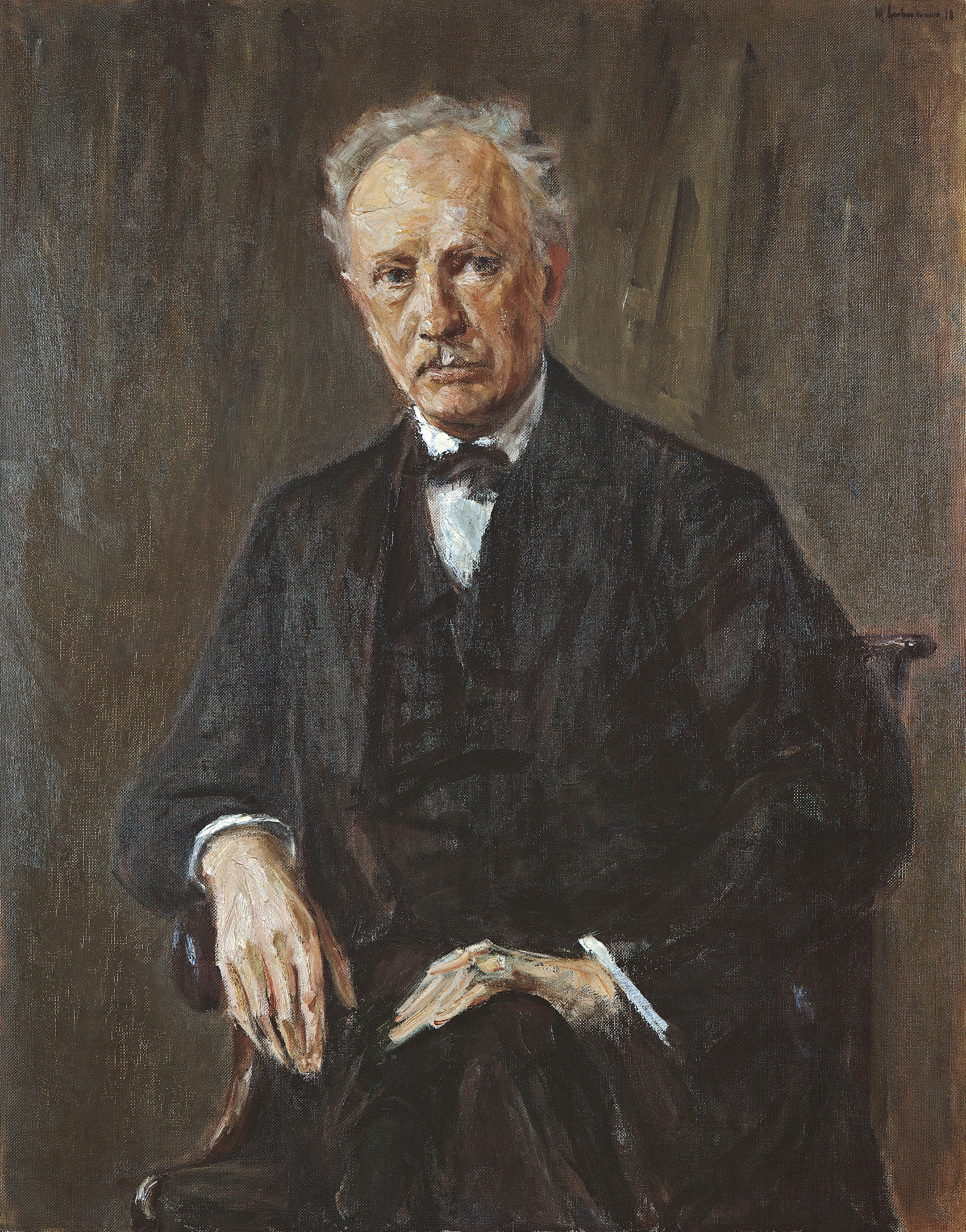
Richard Strauss
8 september

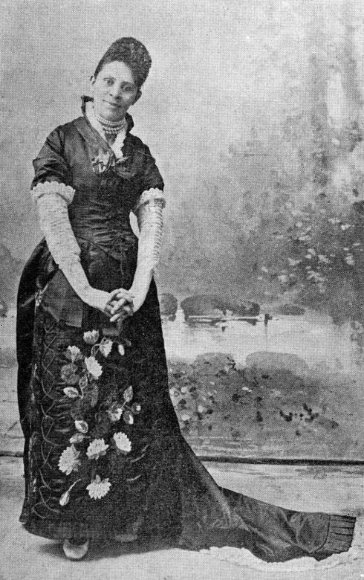
Hallie Quinn Brown
16 september

| 1 | 2 | 3 | 4 | 5 | 6 | 7 | 8 | 9 | 10 | 11 | 12 | 13 | 14 | 15 | 16 | 17 | 18 | 19 | 20 | 21 | 22 | 23 | 24 | 25 | 26 | 27 | 28 | 29 | 30 |
| - | - | - | - | - | - | - | - | - | -- | -- | -- | -- | -- | -- | -- | -- | -- | -- | -- | -- | -- | -- | -- | -- | -- | -- | -- | -- | -- |

### 2 september
- Philibert Cockx (70), Belgisch kunstschilder

### 7 september
- Elton Mayo (68), Australisch wetenschapper

### 8 september
- Richard Strauss (85), Duits componist

### 13 september
- Madeleine Carpentier (84), Frans kunstschilder
- August Krogh (74), Deens zoöfysioloog

### 16 september
- Hallie Quinn Brown (100?), Amerikaans onderwijzer, schrijver, activist en elocutionist

### 20 september
- Leonarde Keeler (45), Amerikaans uitvinder

### 22 september
- Sam Wood (66), Amerikaans filmregisseur

## Oktober
| 1 | 2 | 3 | 4 | 5 | 6 | 7 | 8 | 9 | 10 | 11 | 12 | 13 | 14 | 15 | 16 | 17 | 18 | 19 | 20 | 21 | 22 | 23 | 24 | 25 | 26 | 27 | 28 | 29 | 30 | 31 |
| - | - | - | - | - | - | - | - | - | -- | -- | -- | -- | -- | -- | -- | -- | -- | -- | -- | -- | -- | -- | -- | -- | -- | -- | -- | -- | -- | -- |

### 5 oktober
- Theo Slot (54), Nederlands vliegtuigontwerper

### 22 oktober
- Agne Holmström (55), Zweeds atleet

### 29 oktober
- George Gurdjieff, Grieks-Armeens mysticus

## November

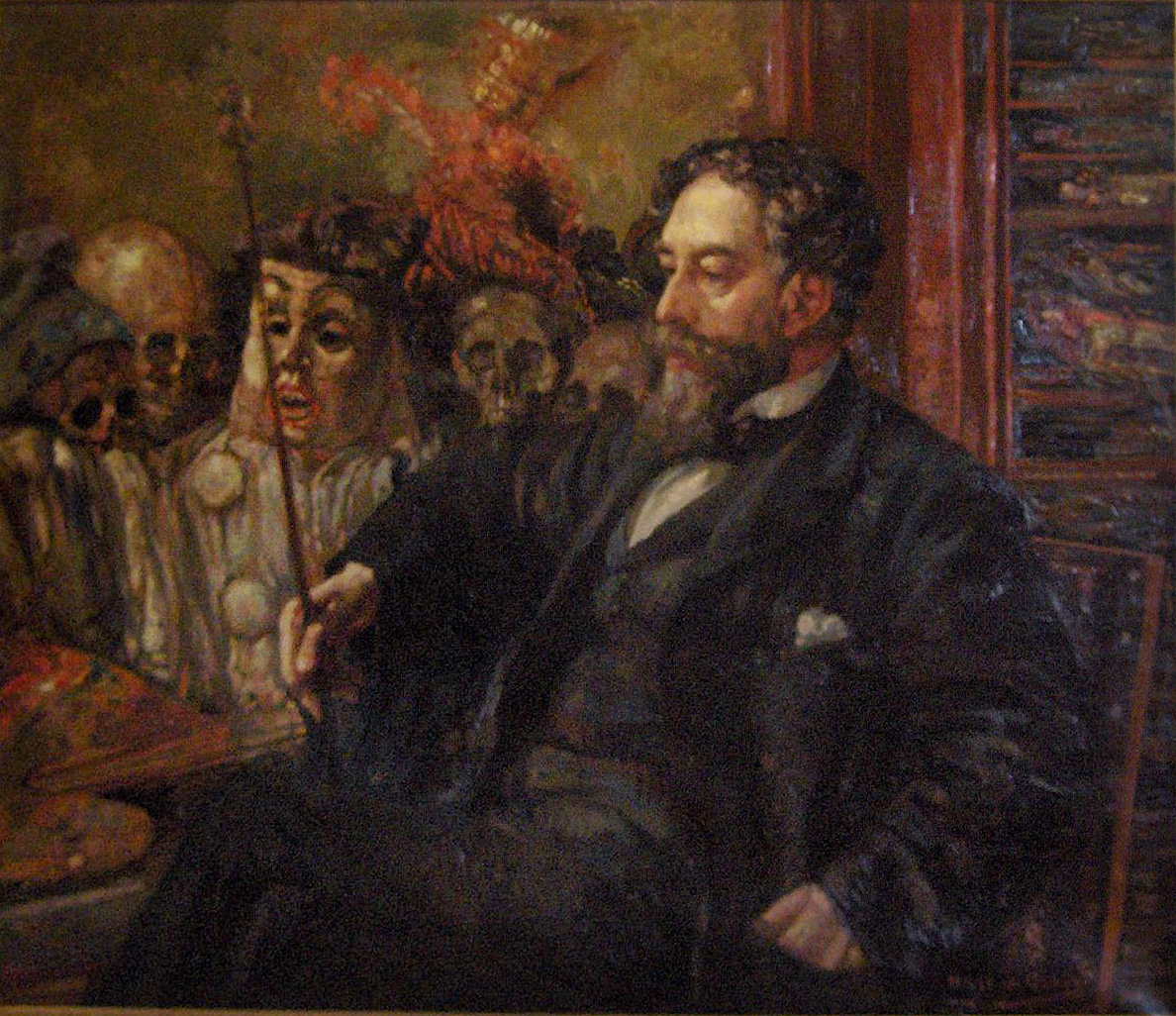
James Ensor
19 november

| 1 | 2 | 3 | 4 | 5 | 6 | 7 | 8 | 9 | 10 | 11 | 12 | 13 | 14 | 15 | 16 | 17 | 18 | 19 | 20 | 21 | 22 | 23 | 24 | 25 | 26 | 27 | 28 | 29 | 30 |
| - | - | - | - | - | - | - | - | - | -- | -- | -- | -- | -- | -- | -- | -- | -- | -- | -- | -- | -- | -- | -- | -- | -- | -- | -- | -- | -- |

### 3 november
- Solomon R. Guggenheim (88), Amerikaans kunstverzamelaar

### 8 november
- Cyriel Verschaeve (75), Belgisch priester-letterkundige

### 9 november
- Lou Asperslagh (56), Nederlands kunstenaar

### 18 november
- Frank Jewett (70), Amerikaans natuurkundige

### 19 november
- James Ensor (89), Belgisch schilder

## December
| 1 | 2 | 3 | 4 | 5 | 6 | 7 | 8 | 9 | 10 | 11 | 12 | 13 | 14 | 15 | 16 | 17 | 18 | 19 | 20 | 21 | 22 | 23 | 24 | 25 | 26 | 27 | 28 | 29 | 30 | 31 |
| - | - | - | - | - | - | - | - | - | -- | -- | -- | -- | -- | -- | -- | -- | -- | -- | -- | -- | -- | -- | -- | -- | -- | -- | -- | -- | -- | -- |

### 4 december
- Ivar Lykke (77), Noors politicus

### 11 december
- Fiddlin' John Carson (81), Amerikaans violist en zanger

## Datum onbekend
- Karel Demuynck (ca. 50) Belgisch beeldhouwer
- Elysée Fabry (ca. 67), Belgisch kunstschilder
- Gaston Haustraete (ca. 71), Belgisch kunstschilder
- Adolphe Stoclet (ca. 78), Belgisch ondernemer

1900 ·
1901 ·
1902 ·
1903 ·
1904 ·
1905 ·
1906 ·
1907 ·
1908 ·
1909 ·
1910 ·
1911 ·
1912 ·
1913 ·
1914 ·
1915 ·
1916 ·
1917 ·
1918 ·
1919 ·
1920 ·
1921 ·
1922 ·
1923 ·
1924 ·
1925 ·
1926 ·
1927 ·
1928 ·
1929 ·
1930 ·
1931 ·
1932 ·
1933 ·
1934 ·
1935 ·
1936 ·
1937 ·
1938 ·
1939 ·
1940 ·
1941 ·
1942 ·
1943 ·
1944 ·
1945 ·
1946 ·
1947 ·
1948 ·
1949 ·
1950 ·
1951 ·
1952 ·
1953 ·
1954 ·
1955 ·
1956 ·
1957 ·
1958 ·
1959 ·
1960 ·
1961 ·
1962 ·
1963 ·
1964 ·
1965 ·
1966 ·
1967 ·
1968 ·
1969 ·
1970 ·
1971 ·
1972 ·
1973 ·
1974 ·
1975 ·
1976 ·
1977 ·
1978 ·
1979 ·
1980 ·
1981 ·
1982 ·
1983 ·
1984 ·
1985 ·
1986 ·
1987 ·
1988 ·
1989 ·
1990 ·
1991 ·
1992 ·
1993 ·
1994 ·
1995 ·
1996 ·
1997 ·
1998 ·
1999 ·
2000 ·
2001 ·
2002 ·
2003 ·
2004 ·
2005 ·
2006 ·
2007 ·
2008 ·
2009 ·
2010 ·
2011 ·
2012 ·
2013 ·
2014 ·
2015 ·
2016 ·
2017 ·
2018 ·
2019 ·
2020 ·
2021 ·
2022 ·
2023 ·
2024 ·
2025